# Паршутин, Валентин
Валентин Паршутин (29 октября 1929 — 29 октября 1941) — юный герой-пионер Великой Отечественной войны, убит в бою за оборону Тулы.  

## Биография
Родился 29 октября 1929 году в городе Туле. Семья жила на окраине Рогожинского посёлка. Валентин обучался в городской школе №39. Мальчик любил посещать театр юного зрителя, читать книги о подвигах русских солдат и офицеров. Многие отмечали сходство Вали с поэтом Сергеем Есениным.
В начале осени 1941 года Тула находилась в осадном положении. Занятия в школах были отменены. Мама, Елизавета Петровна, отправила Валентина к своему брату в деревею Письменка Суворовского района. Однако, в конце октября 1941 года, мальчик оттуда сбежал обратно в Тулу. В нём горело желание помогать советским солдатам защищать свои родные места.
Вблизи к городу шли ожесточенные бои. Сформированный отряд Тульского Рабочего полка расположился на окраине Рогожинского посёлка. Валя вызвался помогать, подносил бойцам снаряды, сумки с пулемётными лентами, был связным между батальонами. Солдаты сразу же полюбили шустрого парня, называли его «сыном полка» и "нашим тульским Гаврошем".
29 октября 1941 года Валентину исполнилось 12 лет. День был холодный и пасмурный. Мальчик сходил в разведку в посёлок, принес важные сведения о противнике. С колокольни церкви строчил крупнокалиберный немецкий пулемет — проводил обстрел Красного Перекопа. У пулеметчика отряда закончились патроны, их нужно было срочно принести. Несколько бойцов попытались прорваться, но полегли на поле боя. Видя сложность положения, Валя мотивируя, что он маленький и незаметный, вызвался идти.
Несколько раз герой Паршутин приносил патроны. В какой-то момент ему показалось, что он ползёт слишком медленно. Мальчуган, выпрямившись во весь свой небольшой рост, сразу же был замечен и сражён выстрелом немецкого снайпера.
Валя истекал кровью, его эвакуировали к убежищу, где через пять часов юный герой умер у матери на руках.
Похоронили его сначала недалеко от того барака, где он жил, а потом перенесли захоронение на Всехсвятское кладбище. За могилой Героя уход осуществляют учащиеся школы №39 города Тулы.

## Память
- Родная школа №39 города Тулы носила имя юного пионера-героя Валентина Паршутина.
- Материалы о Валентине Паршутине хранятся в школьном музее.